# Umlauftage
Umlauftage ist ein Begriff der Logistik. Damit wird die Anzahl der Arbeitstage bezeichnet, die ein Ladungsträger/Behälter (beispielsweise ein Kleinladungsträger) für einen kompletten Kreislauf benötigt.

## Definition
Zum kompletten Kreislauf zählt der Vollgutkreislauf:
- Produktionszeit (sofern direkt in den Ladungsträger produziert wird)
- Lagerung der Fertigerzeugnisse beim Lieferanten
- Bereitstellung und Verladung
- Vollguttransport
- Lagerung und Bereitstellung beim Abnehmer

sowie der Leergutkreislauf
- Lagerung des Leergutes beim Abnehmer (Zwischenpufferung)
- Leergutrücktransport
- Reinigung des Ladungsträgers

Die Umlauftage werden in Arbeitstagen, nicht in Kalendertagen gemessen.

## Anwendung
Die Anzahl der Umlauftage ist eine wichtige Kenngröße zur Ermittlung des Bedarfs an Ladungsträgern. Je höher die Zahl der Umlauftage, desto größer ist bei gegebenem Durchsatz die benötigte Menge an Ladungsträgern, und damit die Behälterkosten. Die Umlauftage werden jeweils für eine konkrete Werk-Lieferanten-Beziehung ermittelt.